# Paraclius subarcuatus
Paraclius subarcuatus är en tvåvingeart som beskrevs av Mario Bezzi 1928. Paraclius subarcuatus ingår i släktet Paraclius och familjen styltflugor.
Artens utbredningsområde är Fiji. Inga underarter finns listade i Catalogue of Life.